# Dorfkirche Willmersdorf (Werneuchen)

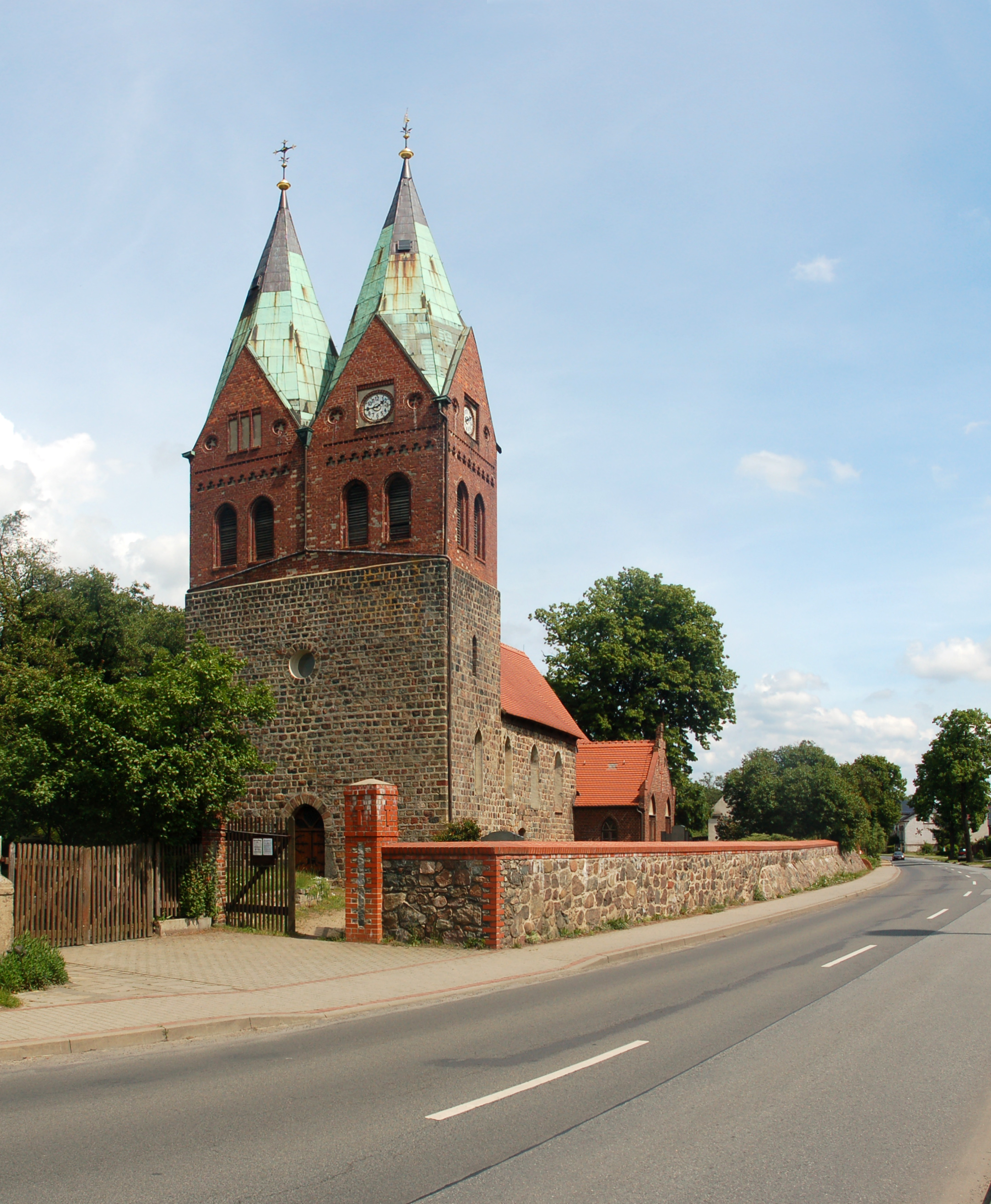
Dorfkirche Willmersdorf (Werneuchen)

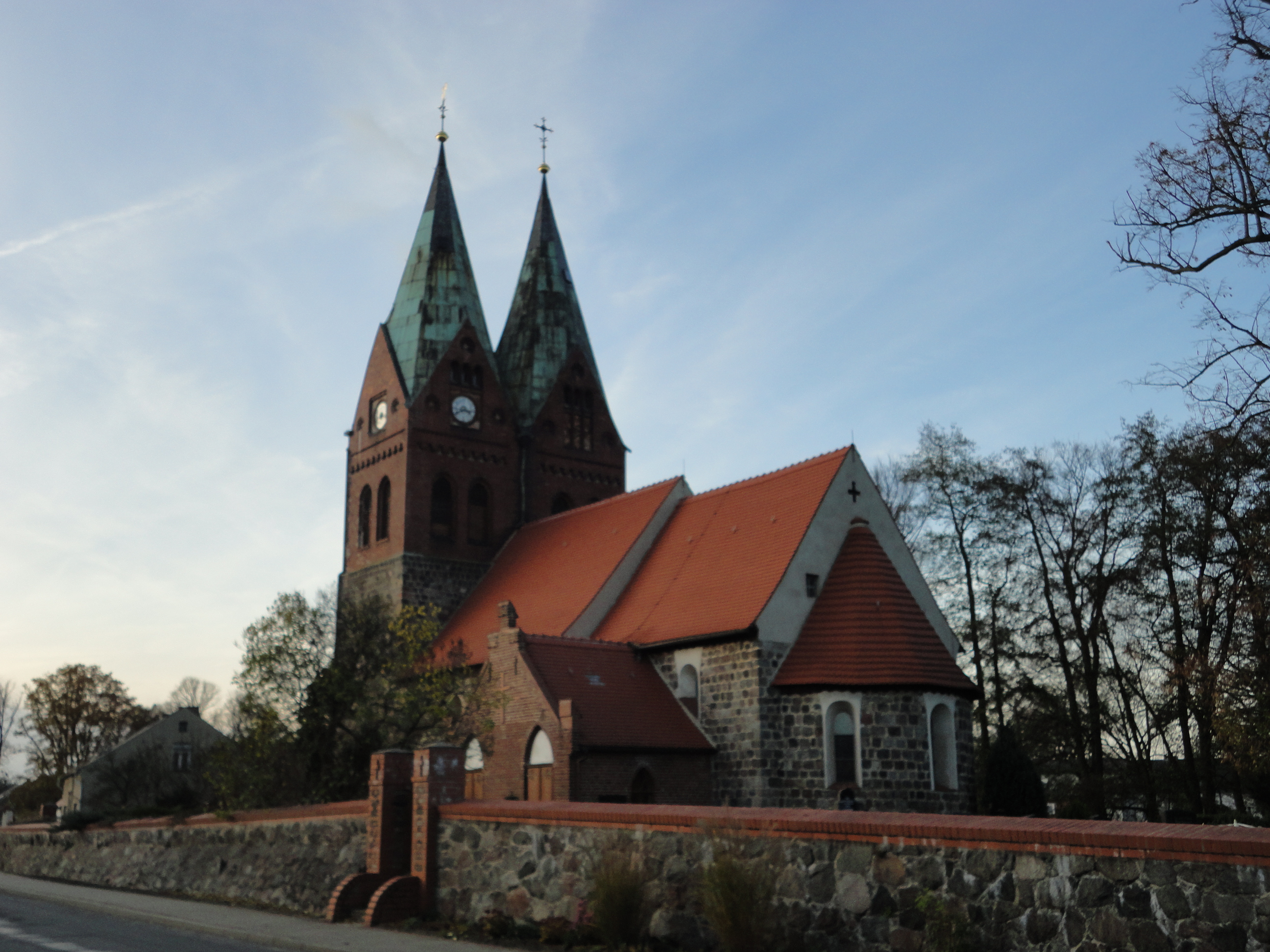
Südostansicht

Die evangelische Dorfkirche Willmersdorf ist eine spätromanische Saalkirche im Ortsteil Willmersdorf von Werneuchen im Landkreis Barnim in Brandenburg. Sie gehört zum Pfarrsprengel Bernau im Evangelischen Kirchenkreis Barnim der Evangelischen Kirche Berlin-Brandenburg-schlesische Oberlausitz.

## Geschichte und Architektur
Die Kirche ist eine sorgfältig ausgeführte Saalkirche aus Feldsteinmauerwerk mit eingezogenem Chor, Apsis und Westquerturm, aus dem zweiten Viertel des 13. Jahrhunderts; sie wurde gegen Ende des 15. Jahrhunderts eingewölbt. Der doppeltürmige Backsteinaufsatz des Westturms in frühgotischen Formen mit zwei kupfergedeckten Spitzhelmen und die neugotische Backsteinvorhalle im Süden stammen aus dem Jahr 1901, gleichzeitig wurden die Fenster spitzbogig vergrößert und das ganze Bauwerk neu verfugt.
Innen wird der Raum durch je einen spitzbogigen Triumph- und Apsisbogen gegliedert; das Schiff wurde über zwei Sechseckpfeilern in der Mittelachse zweischiffig kreuzrippengewölbt, wobei das Gewölbe im Ostjoch sternartig gebildet ist; im Chor sind zwei Kreuzrippengewölbe eingezogen. Die Raumfassung mit gemalter Quaderung, Zierleisten und Spitzbogenfries sowie die Ausstattung stammen von 1901.

## Ausstattung
Die polygonale hölzerne Kanzel mit Ecksäulchen und Aufgang ist ein Werk vom Ende des 17. Jahrhunderts. Eine spätgotische Sandsteintaufe in Pokalform stammt vermutlich aus der ersten Hälfte des 16. Jahrhunderts. Die Orgel ist ein Werk von Georg Mickley aus dem Jahr 1853 mit sieben Registern auf einem Manualen und Pedal.